# Мацевитый, Юрий Михайлович
Юрий Михайлович Мацевитый (род. 24 февраля 1934, Брянский рудник) — украинский учёный, специалист в области теплофизики, теплотехники, моделирования и идентификации тепловых процессов, академик Национальной академии наук Украины (2003), доктор технических наук (1971), профессор (1978), лауреат Государственных премий СССР (1984) и Украины (2008) в области науки и техники, заслуженный деятель науки и техники Украины (1996), директор Института проблем машиностроения (ИПМаш) им. А. Н. Подгорного НАН Украины (1996—2016).

## Биография
Родился 24 февраля 1934 года в поселке Брянского (Брянковского) рудника, который в настоящее время входит в состав города областного подчинения Брянка Луганской области Украины, в семье служащих: отец, Михаил Анатольевич Мацевитый, — инженер-химик, мать, Юлия Львовна Мацевитая, — экономист. В 1951 поступил в Харьковский политехнический институт (ХПИ), инженерно-физический факультет которого окончил в 1957 по специальности «динамика и прочность машин». Получив диплом инженера-механика, работал до 1972 на кафедре турбиностроения ХПИ сначала в должности инженера, потом начальника бюро, старшего инженера и старшего научного сотрудника. После учёбы в аспирантуре без отрыва от производства в 1966 защитил диссертацию на соискание ученой степени кандидата технических наук. В это время Ю. М. Мацевитый выполнил большой комплекс исследований по определению температурных полей в элементах паровых и газовых турбин, а также эффективности систем охлаждения турбоагрегатов. Исследования, посвященные решению нелинейных задач теории поля, позволили усовершенствовать аналитические и численные методы решения этих задач и разработать методику их электрического моделирования. Результаты этих исследований были положены в основу докторской диссертации, которую он защитил в 1971 в Институте тепло- и массообмена АН БССР. Продолжая научную работу в том же направлении, он разработал методы и средства электрического моделирования температурных полей и температурных напряжений, методы исследования контактного и лучистого теплообмена, потокораспределения в разветвленных гидравлических сетях, исследовал температурные поля корпусов и роторов паровых и газовых турбин и охлаждаемых лопаток газотурбинных установок большой мощности.

## Научная и административная работа
С 1972 Ю. М. Мацевитый работает в системе академии наук — возглавляет отдел моделирования и идентификации тепловых процессов ИПМаш. Под его руководством разработаны основы теории моделирования физических процессов на гибридных вычислительных системах и принципы построения этих систем, предложены методы решения стационарных и нестационарных нелинейных задач теплопроводности, которые были применены для исследования температурных полей элементов турбомашин и технологического оборудования, разработана, создана и внедрена на ОАО «Турбоатом» гибридная система среднего класса — аналого-цифровой вычислительный комплекс «Нептун» для исследования теплового и термонапряженного состояния энергомашин. Кроме того, были разработаны, созданы и внедрены на Рефтинской, Невинномысской и Змиевской электростанциях приборы для контроля прогиба корпусов турбин и предотвращения аварийных ситуаций. Разработаны и созданы устройства для моделирования лучистого теплообмена, нелинейных граничных условий, решения обратных задач теплопроводности, в том числе приборы для контроля теплофизических свойств материалов. За работы в этом направлении он был удостоен премии НАН Украины имени Г. Ф. Проскуры.
В 1978 Ю. М. Мацевитому присвоено ученое звание профессора, а в 1982 он был избран членом-корреспондентом НАН Украины. Его научные интересы в этот период были связаны с исследованием ответственных элементов конструкций энергетических машин, работающих в экстремальных условиях (высокие температуры, давления и т. д.), и направлены на повышение их надежности, экономичности и работоспособности, на продление сроков их функционирования. Он был инициатором работ по тепловой диагностике и прогнозированию теплового состояния энергоблоков, в основе которых лежит интерпретация экспериментальных данных методами решения обратных задач. Под его руководством были разработаны методы решения обратных и сопряженных задач теплопроводности, рассмотрены и решены проблемы регуляризации решений некорректных задач теории поля.
В плане развития теории обратных задач теплопроводности Ю. М. Мацевитый предложил оригинальные методы и средства решения граничных, внутренних, геометрических, ретроспективных и комбинированных обратных задач теплопроводности, объяснил устойчивость аналоговых схем для решения некорректных задач, провел идентификацию условий теплообмена в реальных энергетических объектах и теплофизических свойств целого ряда материалов, развил метод оптимальной динамической фильтрации, предложил модификации фильтра, исследовал вопросы устойчивости и сходимости решений этими методами. В 1984 за работы в этом направлении ему была присуждена Государственная премия СССР. В том же году за успехи в научной и научно-организационной работе и активное участие в общественной жизни он был награждён Почётной грамотой Президиума Верховного Совета УССР.
В 1996 Ю. М. Мацевитый стал директором ИПМаш им. А. Н. Подгорного НАН Украины. В том же году он был удостоен звания «Заслуженный деятель науки и техники Украины». В 2003 был избран действительным членом Национальной академии наук Украины по специальности теплофизика. В круг его научных интересов вошли вопросы нетрадиционной (в том числе водородной) энергетики, теплонасосной техники и др. Он был инициатором проведения перспективных работ на стыке различных научных направлений (в частности: совместное решение задач теплообмена, упругих колебаний и аэродинамики для проточных частей турбомашин; использование металлогидридных технологий для аккумулирования энергии при провалах электропотребления на АЭС, ГЭС, ветроустановках и т. д.). Большое внимание уделяется защите интересов отечественного энергомашиностроения в связи с угрозой экспансии иностранных энергомашиностроительных фирм.
В 2004 двухтомная монография «Обратные задачи теплопроводности» Ю. М. Мацевитого отмечена премией НАН Украины им. В. И. Толубинского, а выполненный им в коллективе соавторов цикл работ по повышению энергоэффективности турбоустановок ТЭС и ТЭЦ путём их модернизации, реконструкции и усовершенствования режимов их эксплуатации в 2008 удостоен Государственной премии Украины в области науки и техники.
Выдающиеся личные заслуги академика Мацевитого в развитии отечественной науки, укреплении научно-технического потенциала Украинского государства в 2008 отмечены высокой государственной наградой — орденом князя Ярослава Мудрого V степени.
Цикл работ «Исследование процессов горения и тепломассопереноса в сложных термогазодинамических условиях путём их моделирования и идентификации» в 2010 удостоен премии НАН Беларуси им. А. В. Лыкова, а научные результаты, полученные при выполнении совместных научных исследований «Параметрическая и функциональная идентификация тепловых процессов путём решения обратных задач теплопроводности» — премии академий наук Украины, Беларуси и Молдовы в 2012.

## Научно-педагогическая деятельность
Активную научную и административную работу Ю. М. Мацевитый совмещает с педагогической деятельностью в Национальном техническом университете «ХПИ», где он возглавляет кафедру гидроаэромеханики и тепломассообмена, и в Харьковском национальном университете им. В. Н. Каразина, как заведующий кафедрой теплофизики и молекулярной физики. Большое внимание уделяет подготовке кадров высшей квалификации через аспирантуру, докторантуру и соискательство. Им подготовлено 10 докторов и 26 кандидатов наук. Он является председателем специализированного совета по присуждению ученых степеней (специальности техническая теплофизика и промышленная теплоэнергетика, турбомашины и турбоустановки) и почетным профессором Харьковского национального университета городского хозяйства.
Ю. М. Мацевитый много внимания уделяет вопросам интеграции науки и образования. Он — автор многих важных инициатив, среди которых создание физико-энергетического факультета двойного подчинения (Институту высоких технологий ХНУ и ИПМаш НАН Украины) в составе трех кафедр: физики нетрадиционных энерготехнологий и экологии, теплофизики и молекулярной физики, информационных технологий, а также совместной кафедры газогидромеханики и тепломассообмена на базе инженерно-физического факультета НТУ «ХПИ» и ИПМаш НАН Украины. Совместно с ННЦ ХФТИ и 8 ведущими харьковскими вузами на базе ИПМаш в 2003 создан Академический научно-образовательный комплекс «Ресурс» для сквозной подготовки научных кадров от школьной скамьи до аспирантуры и докторантуры.

## Решение научно-технических и организационных задач
Научная деятельность Ю. М. Мацевитого тесно связана с решением научно-технических задач на крупнейших предприятиях Украины, таких, как ОАО «Турбоатом», завод им. Малышева, ПАО «Мотор Сич», ЗМКБ «Прогресс», ГП НИИ «Шторм» и др., где при проектировании турбомашин, двигателей внутреннего сгорания и радиоэлектронной аппаратуры широко используются разработанные им методы и средства. Под его руководством совместно с КБ «Южное», НАУ «ХАИ», ПАО «Хартрон» и НИТИП проведен целый ряд работ для НКАУ по термостабилизации космических аппаратов и их радиоэлектронных приборов.
В 2012 под руководством академика Мацевитого начал свою деятельность научный парк (НП) «Наукоград-Харьков», основной задачей которого является объединение и рациональное использование научного, образовательного и производственного потенциалов Харьковского региона, стимулирование научно-технической и инновационной деятельности по энерго- и ресурсосбережению, использованию собственных энергоресурсов, развитию нетрадиционной и возобновляемой энергетики, повышению конкурентоспособности продукции отечественного производителя. Среди партнёров НП — предприятия: ОАО «Турбоатом» и ГП «Электротяжмаш», ХГАПП, НПК «ФЭД», завод им. Малышева, академические институты, научно-технические центры и проектно-конструкторские организации внедренческой направленности.
По инициативе Ю. М. Мацевитого создан международный научно-технический журнал «Проблемы машиностроения», главным редактором которого он является. Кроме того, он — председатель научного совета НАН Украины по научным основам тепловых машин, председатель секции машиноведения при Северо-Восточного научного центра НАН и МОН Украины, член бюро отделения физико-технических проблем энергетики НАН Украины, член Национальных комитетов Украины по тепломассообмену и по машиностроению, член научно-координационного и экспертного совета НАН Украины по проблеме ресурса и безопасности эксплуатации конструкций, сооружений и машин, член Межведомственной комиссии по вопросам научно-технологической безопасности при СНБОУ. Он также избран действительным членом Международной инженерной академии.

## Досуг
Ю. М. Мацевитый интересуется поэзией, живописью, пишет стихи. С юных лет активно занимается спортом. Мастер спорта СССР (1960) по альпинизму, заслуженный тренер УССР (1974), президент Харьковской федерации альпинизма и скалолазания (2000—2008), он и сегодня уделяет большое внимание регулярной физической подготовке, регулярно посещает плавательный бассейн, занимается горнолыжным спортом, скандинавской ходьбой и туризмом.

## Публикации
Автор и соавтор более 400 научных работ, в том числе следующих монографий:
1. Мацевитый Ю. М. Электрическое моделирование нелинейных задач технической теплофизики. — Киев: Наук. думка, 1977. — 254 с.
2. Мацевитый Ю. М., Маляренко В. А. Моделирование теплового состояния элементов турбомашин. — Киев: Наук. думка, 1979. — 253 с.
3. Мацевитый Ю. М., Прокофьев В. Е., Широков В. С. Решение обратных задач теплопроводности на электрических моделях. — Киев: Наук. думка, 1980. — 132 с.
4. Мацевитый Ю. М., Мултановский А. В. Идентификация в задачах теплопроводности. — Киев: Наук. думка, 1982. — 240 с.
5. Мацевитый Ю. М., Цаканян О. С. Гибридные вычислительные системы для исследования физических полей. — Киев: Наук. думка, 1983. — 296 с.
6. Мацевитый Ю. М., Прокофьев В. Е. Моделирование нелинейных процессов в распределенных системах. — Киев: Наук. думка, 1985. — 303 с.
7. Мацевитый Ю. М., Кунеш Й. Гибридное моделирование тепловых процессов. — Киев: Наук. думка, 1987. — 268 с.
8. Мацевитый Ю. М., Лушпенко С. Ф. Идентификация теплофизических свойств твердых тел. — Киев: Наук. думка, 1990. — 216 с. — ISBN 5-12-001625-1.
9. Ержанов Г. Ж., Мацевитый Ю. М., Султангазин У. М., Шерышев В. П. Сосредоточенная ёмкость в задачах теплофизики и микроэлектроники. — Киев: Наук. думка, 1992. — 296 с. — ISBN 5-12-002959-0.
10. Мацевитый Ю. М. Обратные задачи теплопроводности. — Киев: Наук. думка, 2002. — Т. 1. Методология. — 405 с. — ISBN 966-00-0080-4.
11. Мацевитый Ю. М. Обратные задачи теплопроводности. — Киев: Наук. думка, 2003. — Т. 2. Приложения. — 392 с. — ISBN 966-00-0042-1.
12. Matsevity Yu. M. Inverse Heat Conduction Problems. — Kyiv: NAS of Ukraine, Institute for Problems in Mechanical Engineering, 2008. — Vol. 1. Methodology. — 428 p. — ISBN 978-966-00-0750-5.
13. Matsevity Yu. M. Inverse Heat Conduction Problems. — Kyiv: NAS of Ukraine, Institute for Problems in Mechanical Engineering, 2008. — Vol. 2. Applications. — 417 p. — ISBN 978-966-00-0751-2.
14. Мацевитый Ю. М., Шульженко Н. Г., Голощапов В. Н. и др. Повышение энергоэффективности работы турбоустановок ТЭС и ТЭЦ путём модернизации, реконструкции и совершенствования режимов их эксплуатации / Под общ. ред. акад. НАН Украины Ю. М. Мацевитого. — Киев: Наук. думка, 2008. — 366 с. — ISBN 978-966-00-0850-3.
15. Мацевитый Ю. М., Бут Е. Н. Сплайн-идентификация теплофизических процессов / Под общей ред. акад. НАН Украины Ю. М. Мацевитого. — Киев: Наук. думка, 2010. — 240 с. — ISBN 978-966-00-1049-1.
16. Мацевитый Ю. М., Соловей В. В., Голощапов В. Н., Русанов А. В. Научные основы создания газотурбинных установок с термохимическим сжатием рабочего тела / Под общей ред. акад. НАН Украины Ю. М. Мацевитого. — Киев: Наук. думка, 2011. — 252 с. — ISBN 978-966-00-1146-5.
17. Мацевитый Ю. М., Алехина С. В., Голощапов В. Н., Котульская О. В. Теплообмен в элементах конструкций паровых турбин / Под общей ред. акад. НАН Украины Ю. М. Мацевитого. — Харьков: Институт проблем машиностроения НАН Украины, 2012. — 288 с. — ISBN 978-966-02-6322-2.
18. Рудычев В. Г., Алёхина С. В., Голощапов В. Н. и др. Безопасность сухого хранения отработавшего ядерного топлива / Под общ. ред. акад. НАН Украины Ю. М. Мацевитого, чл.-кор. НАН Украины И. И. Залюбовского. — Харьков: ХНУ им. В. Н. Каразина, 2013. — 200 с. — ISBN 978-966-623-945-0.
19. Мацевитый Ю. М., Костиков А. О. Геометрические обратные задачи теплообмена / Под ред. акад. НАН Украины Ю. М. Мацевитого. — Киев: Наук. думка, 2014. — 224 с. — ISBN 978-966-00-1342-1.
20. Мацевитый Ю. М., Братута Э. Г., Харлампиди Д. Х., Тарасова В. А. Системно-структурный анализ парокомпрессорных термотрансформаторов. — Харьков: Институт проблем машиностроения, 2014. — 269 с. — ISBN 978-966-02-7218-7.
21. Мацевитый Ю. М., Слесаренко А. П. Некорректные многопараметрические задачи теплопроводности и регионально-структурная регуляризация их решений. — Киев: Наук. думка, 2014. — 295 с. — ISBN 978-966-00-1425-1.
22. Мацевитый Ю. М., Тарелин А. А. Наука и инновации. Путь к успеху. — Киев: Академпериодика, 2015. — 192 с. — ISBN 978-966-360-296-7.
23. Мацевитый Ю. М., Харлампиди Д. Х., Тарасова В. А., Кузнецов М. А. Термоэкономическая диагностика и оптимизация парокомпрессорных термотрасформаторов. — Харьков: ЧП «Технологический центр», 2016. — 160 с. — ISBN 978-617-7319-07-7.